# ۹۷۲ (خورشیدی)
۹۷۲ نهصد و هفتاد و دومین سال هجری خورشیدی است.